# Собеская, Тереза Кунегунда
Тереза Кунегунда Собеская (4 марта 1676, Краков или Варшава — 10 марта 1730, Венеция) — супруга курфюрста Баварии Максимилиана II, регент Баварии в 1704—1705 годах.

## Жизнь
Тереза Кунегунда была дочерью короля польского Яна III Собеского и Марии Казимиры де Лагранж д’Аркьен. 2 января 1695 года она вышла замуж за курфюрста Баварии Максимилиана II, который овдовел тремя годами ранее. Приданым принцессы были 500 000 талеров.
В 1704 году, после поражения в Гохштедтском сражении, Максимилиан временно сделал жену регентом Баварии, но уже в следующем году Тереза Кунегунда уехала со своим исповедником к матери в Венецию, оставив детей в Мюнхене. В 1706 году четверо старших детей были перевезены в Клагенфурт, тогда как двое младших оставались в Мюнхене.
В Венеции курфюрстина жила очень небогато и сумела навестить свою семью в Баварии лишь после заключения Раштаттского мира. 3 апреля 1715 года она вновь встретилась с мужем и детьми в городе Ландсберг-на-Лехе.
Умерла Тереза Кунегунда 10 марта 1730, похоронена в церкви Театинеркирхе.

## Дети
У пары было десять детей, шестеро из которых дожили до взрослого возраста:
- Мария Анна Каролина[нем.] (1696—1750)
- Карл Альбрехт (1697—1745), будущий император Священной Римской империи Карл VII
- Филипп Мориц[нем.] (1698—1719)
- Фердинанд (1699—1738)
- Клименс Август (1700—1761), архиепископ и курфюрст кёльнский
- Иоанн Теодор (1703—1763)